# Le Bon Numéro (film, 2000)
Pour les articles homonymes, voir Le Bon Numéro.
Pour plus de détails, voir Fiche technique et Distribution.
Le Bon Numéro ou Combinaison gagnante au Québec (Lucky Numbers) est un film américano-français réalisé par Nora Ephron, sorti en 2000.

## Synopsis
Ancien présentateur de la météo à la télévision, Russ se convertit dans un commerce de sports d'hiver. Mais il ne fait pas rentrer autant d'argent qu'il l'espérait. Il renoue alors avec des connaissances du petit écran pour monter une arnaque à la loterie nationale avec Crystal, la coanimatrice du tirage télévisé.

## Fiche technique
- Titre original : Lucky Numbers
- Titre français : Le Bon Numéro
- Titre québécois : Combinaison gagnante
- Réalisation : Nora Ephron
- Scénario : Adam Resnick
- Production : Sean Daniel, Nora Ephron, Jonathan D. Krane et Andrew Lazar
  - Production déléguée : G. Mac Brown
- Société de production :  Mad Chance, Paramount Pictures et Studiocanal
- Distribution :
  -  États-Unis : Paramount Pictures
  -  France : BAC Films
- Musique : George Fenton
- Photographie : John Lindley
- Montage : Barry Malkin
- Décors : Dan Davis
- Costumes : Albert Wolsky
- Pays :  États-Unis,  France
- Genre : comédie noire
- Durée : 105 minutes
- Format : couleur - Son : Dolby Digital, DTS - 1,85:1 - Format 35 mm
- Budget : 65 millions de $US[1].
- Dates de sortie :
  -  États-Unis : 24 octobre 2000
  -  France : 1er août 2001

## Distribution
- John Travolta (VF : Patrick Borg) (VQ : Jean-Luc Montminy) : Russ Richards
- Lisa Kudrow (VQ : Nathalie Coupal) : Crystal
- Tim Roth (VF : Pierre Tessier) (VQ : Alain Zouvi) : Gig
- Ed O'Neill (VF : Michel Dodane) (VQ : Jean-Marie Moncelet) : Dick Simmons
- Michael Rapaport (VQ François Trudel) : Dale
- Daryl Mitchell (VQ : Benoit Éthier): Détective Chambers
- Bill Pullman (VF : Guy Chapelier) (VQ : Daniel Picard) : Détective Pat Lakewood
- Richard Schiff (VQ Marc Bellier) : Jerry Green
- Michael Moore : Walter
- Sam McMurray : Chef Troutman
- Michael Weston : Larry
- Maria Bamford (en) : Wendy the Waitress
- Caroline Aaron : nounou Sharpling
- John F. O'Donohue : Bobby
- Colin Mochrie : Jack

## Distinction

### Récompense
- 2000 : Razzie Award du plus mauvais acteur pour John Travolta